# Шумский, Яков Данилович
Яков Данилович Шумский (1732—1812) — русский актёр, оперный певец (баритон), комик, один из первых русских профессиональных артистов на русской сцене. Соратник Фёдора Волкова по созданию первого русского театра в Ярославле в конце 1740-х годов.

## Биография
Малоросс по происхождению, Шумский сперва собирался сделаться цирюльником, но, попав как-то раз в Ярославле в театр Ф. Г. Волкова, был так поражён всем виденным на сцене, что сделался горячим поклонником сценического искусства и вскоре изъявил даже желание вступить в число актёров. Волков охотно принял его в свою труппу, так как сразу заметил в нём выдающийся комический талант. Уже в первый год (1751) своей сценической карьеры Шумский сыскал широкую популярность у ярославской публики. Особенно нравился он ей в роли слуги Карпа двухактной комедии Ф. Волкова «Суд Шемякин».
В следующем 1752 году Волков со всей своей труппой был вызван в Петербург, где 18 марта исполнил во дворце сумароковскую трагедию «Хорев». После этого спектакля, в котором принимал участие также и Шумский, последний был, по повелению императрицы Елизаветы Петровны, вместе с Гавриилом и Григорием Волковыми, Дмитревским и Поповым, помещён в 1-ю роту Сухопутного кадетского шляхетского корпуса «для необходимого театральным артистам обучения словесности, иностранным языкам и гимнастике». В корпусе образованием молодого артиста руководил известный П. И. Мелиссино, под наблюдением которого Шумский много занимался. Впрочем, эти занятия нисколько не мешали ему участвовать в придворных спектаклях, которые изредка давались труппой Волкова.
Четыре года спустя, когда учреждён был Российский театр (первый из императорских театров), Шумский оставил кадетский корпус и с этих пор выступал почти в каждом спектакле. В начале марта 1759 года Шумский был командирован в качестве помощника Ф. Волкова в Москву для постановки там публичных русских спектаклей. По прибытии в Москву им удалось быстро сформировать труппу и уже в середине апреля того же года открыть театр. Конечно, главными персонажами были Ф. Волков и Шумский.
Возвратившись в следующем году в Петербург, Шумский стал так же часто, как и раньше, появляться на сцене, по-прежнему привлекая к себе симпатии публики своим выдающимся комическим талантом. В течение своей дальнейшей 25-летней сценической деятельности Шумский создал целый ряд удачных ролей, играл как в классических драмах известных европейских драматургов, так и в первых пьесах русских литераторов. Особенно хорош был в роли «Созия» в комедии «Амфитрион» и в роли Еремеевны (первый исполнитель) в фонвизинской комедии «Недоросль». Среди других ролей: Эктор («Игрок» Реньяра), Скапин («Скапиновы обманы» Мольера, 1757), Валентин («Менехмы, или Близнецы» Реньяра, 1763).
Вёл педагогическую и режиссёрскую работу; в 1760-х годах руководил спектаклями в Шляхетском корпусе, где размещалась актёрская школа.
Выступал в операх. Первый исполнитель партий: Афанасия («Несчастие от кареты» на текст Княжнина, музыка Пашкевича); Крестьянина («Санкт-Петербургский гостиный двор» Матинского); Ивана («Два охотника»); Анкудина («Мельник — колдун, обманщик и сват» текст Аблесимова с музыкой в переработке Соколовского). Среди партнёров — А. М. Михайлова, И. П. Петров.
Его женой стала партнёрша по сцене, одна из первых русских профессиональных актрис Ольга Ананьина.
По выходе в отставку в 1785 году Шумский уже редко появлялся на сцене, хотя и прожил ещё очень долго. Год смерти Шумского не известен, но в 1811 году К. Аксаков как-то раз встретил его у другого знаменитого артиста Я. Е. Шушерина.

## Оценка творчества
Талант Шумского был исключительный; в игре его было так много жизненности, что несмотря на рутину ложноклассицизма, господствовавшего тогда на сцене, ему удавалось создавать яркие типы и характеры. Биограф Фонвизина князь Вяземский влиянию игры Шумского в значительной мере приписывает самое появление комедий этого писателя. Князь Шаховской, вдохновленный игрой Шумского, написал водевиль «Актёр на родине», в котором Шумский является главным действующим лицом. Шумский выведен и в водевиле Хмельницкого «Актёры между собой, или Первый дебют актрисы Троепольской».

[bookz.ru/authors/avtor-neizvesten-3/theatre_encicl/page-735-theatre_encicl.html СТЭ] о Якове Шумском: 
«Обладая большим самобытным комедийным дарованием, Ш. смело преодолевал на придворной сцене условности классицизма. „… Его талант был чистый инстинкт или, пожалуй, вдохновение“, — писал С. Т. Аксаков („Я. Е. Шушерин и современные ему театральные знаменитости“ в кн.: Собр. соч., т. 2, 1955, с. 388). <…>Д. И. Фонвизин восторженно отзывался об его исполнении роли слуги, выдающего себя за модного франта-дворянина в пьесе „Генрих и Пернилла“ Гольберга (1760). Одобрение автора получило также исполнение Ш. роли преданного, честного слуги Василия в пьесе „Мот, любовью исправленный“ Лукина. Лучшая роль Ш. — Созий в комедии „Амфитрион“ Мольера (1761)».

По определению «Энциклопедического словаря»: 
«Вплоть до конца XVIII в. занимал на петербургской сцене место первого комика».